# Kim Bình, Phủ Lý
Kim Bình là một xã thuộc thành phố Phủ Lý, tỉnh Hà Nam, Việt Nam.

## Địa lý
Xã Kim Bình có diện tích 6,19 km², dân số năm 1999 là 5.472 người, mật độ dân số đạt 884 người/km².

## Lịch sử
Xã này chuyển từ huyện Kim Bảng về thành phố Phủ Lý vào năm 2013.
Năm 2013, sau khi chuyển 6,04 ha (gồm diện tích nhà máy nước và trạm bơm trục đứng Quế) về thị trấn Quế, huyện Kim Bảng, xã Kim Bình còn 628,53 ha diện tích tự nhiên và 5.945 người.